# Epizoanthus tube
Epizoanthus tube är en korallart som beskrevs av Oscar Henrik Carlgren 1938. Epizoanthus tube ingår i släktet Epizoanthus och familjen Epizoanthidae. Inga underarter finns listade i Catalogue of Life.